# Nordsjön, Västmanland
Nordsjön är en sjö i Hällefors kommun i Västmanland och ingår i Norrströms huvudavrinningsområde. Sjön är 7,5 meter djup, har en yta på 0,548 kvadratkilometer och befinner sig 232 meter över havet. Sjön avvattnas av vattendraget Kaggabäcken. Vid provfiske har abborre och gädda fångats i sjön.

## Delavrinningsområde
Nordsjön ingår i det delavrinningsområde (663951-144419) som SMHI kallar för Mynnar i Rällsälven. Medelhöjden är 245 meter över havet och ytan är 28,96 kvadratkilometer. Det finns inga avrinningsområden uppströms utan avrinningsområdet är högsta punkten. Kaggabäcken som avvattnar avrinningsområdet har biflödesordning 4, vilket innebär att vattnet flödar genom totalt 4 vattendrag innan det når havet efter 268 kilometer. Avrinningsområdet består mestadels av skog (78 procent). Avrinningsområdet har 1,65 kvadratkilometer vattenytor vilket ger det en sjöprocent på 5,7 procent.